# Josef Lermer
Josef Lermer (* 3. November 1894 in Oberwalting; † 15. Juli 1964 ebenda) war ein deutscher Politiker der CSU.

## Leben und Beruf
Nach dem Schulbesuch arbeitete Lermer, der römisch-katholischen Glaubens war, auf dem elterlichen Hof. Im Ersten Weltkrieg war er Soldat. Nach dem Kriege war er wieder in der Landwirtschaft tätig und übernahm 1923 den Hof seiner Eltern. Von 1928 bis 1933 gehörte er dem Vorstand des Niederbayerischen christlichen Bauernvereins und der Niederbayerischen Kreisbauernkammer an. Nach 1945 engagierte er sich im Bayerischen Bauernverband. Er war ehrenamtlicher Leiter des Ernährungsamtes Straubing und Kreisobmann des Bauernverbandes. Außerdem war er Aufsichtsratsvorsitzender der Straubinger Molkereigenossenschaft und der Wohnungsbaugenossenschaft für Straubing.

## Partei
Seit 1919 gehörte Lermer der Bayerischen Volkspartei an. Noch kurz vor der Auflösung der Partei wurde er 1933 Vorsitzender für Straubing-Land. Zum 1. Mai 1935 trat er in die NSDAP ein (Mitgliedsnummer 3.630.614), aus der im August 1937 wieder austrat. 1945 beteiligte er sich an der Gründung der CSU.

## Abgeordneter
Lermer, der auch Mitglied des Kreistages im Landkreis Straubing war, gehörte dem Deutschen Bundestag von 1953 bis zu seinem Tode an. Er vertrat den Wahlkreis Straubing im Parlament. Er nahm für den Bundestag an der Konferenz der Ernährungs- und Landwirtschaftsorganisation der UNO (FAO) vom 16. November bis zum 5. Dezember 1963 in Rom teil. Von 1962 bis 1964 war er zudem Mitglied der Parlamentarischen Versammlung des Europarates.